# 爆笑!ナンチャッテ横丁
『爆笑!ナンチャッテ横丁』（ばくしょう!ナンチャッテよこちょう）は、1978年（昭和53年）4月2日から7月30日までTBS系列局で放送されていた毎日放送 (MBS) 製作のコメディ番組である。放送時間は毎週日曜 12:00 - 12:45 （日本標準時）。
「ナンチャッテ横丁」という商店街を舞台にしたドタバタコメディ。「ナンチャッテ」というタイトルは、当時の流行語からの流用である。

## 出演者
- 伊東四朗
- 茶川一郎
- 花紀京
- 原田絵美子 - 藤田まことの次女。後にゴスペルシンガーのEMIKOとして活動。
- ほか

## 放送局
- 毎日放送（製作局）
- 北海道放送
- 青森テレビ
- 岩手放送（現・IBC岩手放送）
- 東北放送
- 秋田テレビ
- 福島テレビ
- 東京放送（現・TBSテレビ）
- 新潟放送
- 北陸放送
- テレビ山梨
- 信越放送
- 静岡放送

- 中部日本放送（現・CBCテレビ）
- 山陰放送
- 山陽放送（現・RSK山陽放送）
- 中国放送
- テレビ山口
- テレビ高知
- RKB毎日放送
- 長崎放送
- 熊本放送
- 大分放送
- 宮崎放送
- 南日本放送
- 琉球放送